# 宜野湾御殿の墓

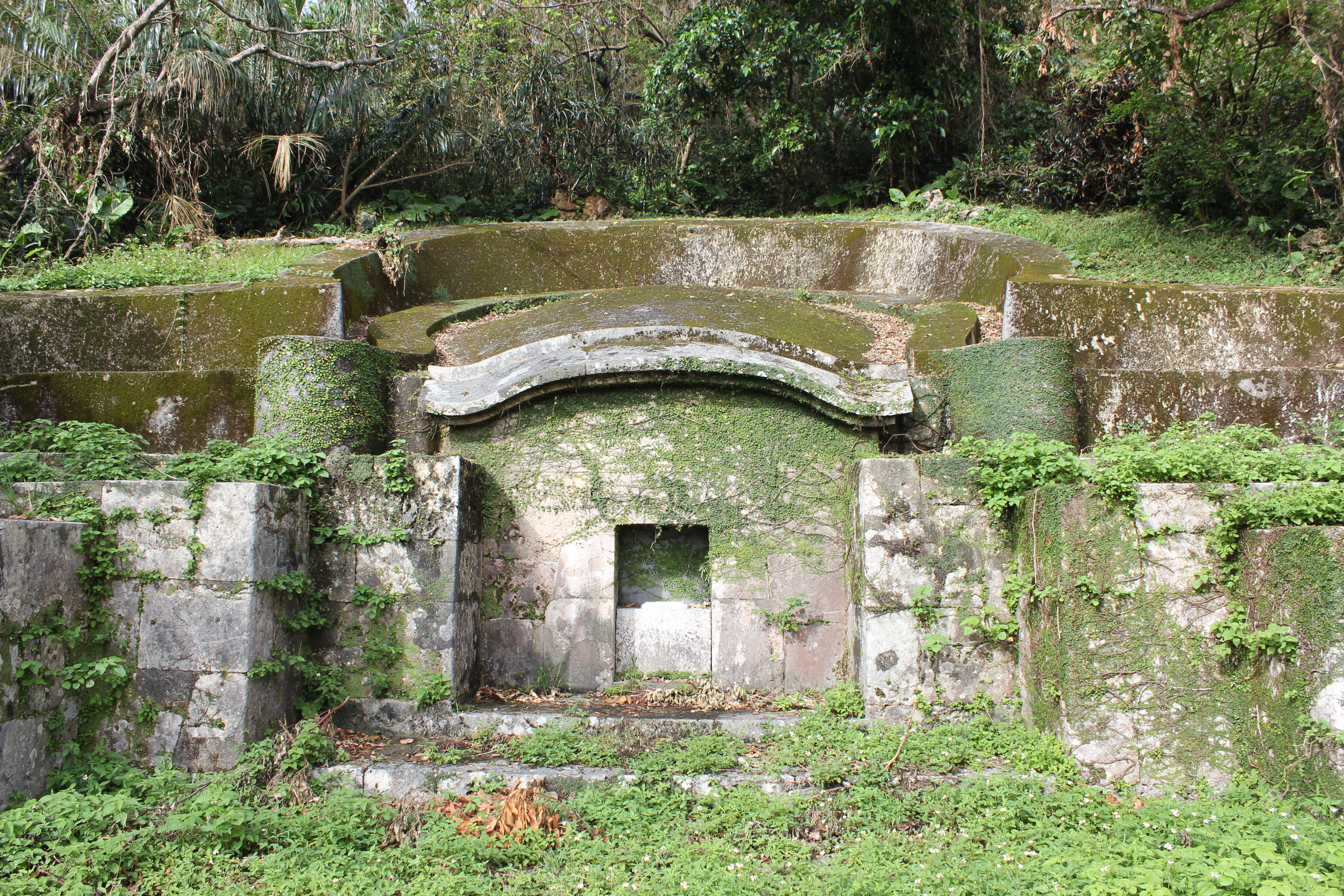
宜野湾御殿の墓

宜野湾御殿の墓（ぎのわんうどぅんのはか）は、沖縄県那覇市末吉公園内にある旧男爵家・宜野湾御殿（宜野湾家）の墓である。墓様式は沖縄地方特有の亀甲墓である。元は琉球王族・具志頭御殿の墓として18世紀前半に建造された。那覇市の指定史跡。

## 概要

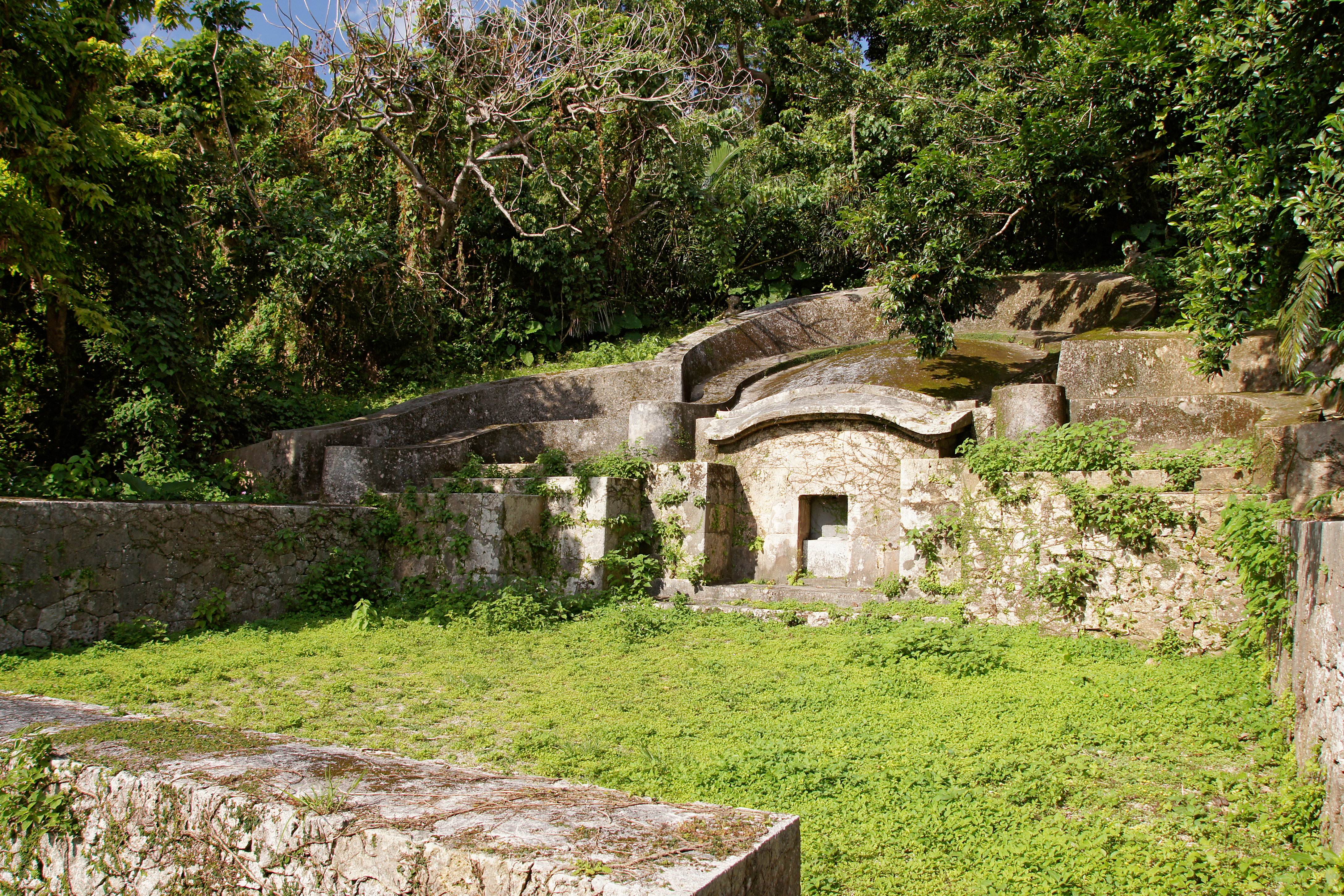
ヒンプン手前より前庭と墓室を望む。

宜野湾御殿は、第二尚氏王統第19代尚泰王の次男・尚寅、宜野湾王子朝広を元祖とする御殿（うどぅん、王家分家）である。廃藩置県後、尚寅は華族に列せられ男爵となった。尚寅は最初山川の墓に葬られたが、1911（明治44）年3月、現在の末吉の墓に移葬された。
宜野湾御殿の墓は、元は具志頭御殿の元祖・尚綱、小禄王子朝奇（第11代尚貞王三男）を葬るために造られた墓である。小禄朝奇は尚貞王代から尚益王代にかけて8年間、摂政を務めた人である。墓の正確な造墓年は不明であるが、1738（乾隆3）年に朝奇がこの墓に移葬されたと『王代記』に記されているので、造墓年も1738年と推定されている。以後、この墓は具志頭御殿の歴代墓として使用されてきたが、明治年間に宜野湾御殿に売却され、宜野湾御殿の墓となった。
墓本体は、幅（正面袖垣幅）12.2メートル、奥行き（前面階段前端より屋根囲い外縁まで）25.26メートルである。階段部を除く奥行きは、23.21メートルである。参道は、末吉街道の石畳道から途中途切れているが、約100メートルあり、幅約91センチメートルの石畳道である。参道の途中には墓守の番屋跡もある。墓守の番屋跡を含む墓域は、約4,000坪（約1万3,200平方メートル）ある。
墓庭を囲む袖垣の幅は約1メートルで琉球石灰岩による相方積みである。ヒンプン（屏風）は低めで、石積みはやはり相方積みである。墓室正面左右に展開する袖石は、伊江御殿墓より1段増えて、各3段からなる。石積みは布積みである。墓庭はヒンプンの横で階段（3段）を設け、前庭と外庭に分割されている。墓庭に入る門前にも階段（5段）が設けられており、墓室を高めに配置し、入口より墓室に至るまでに高低差を設けることにより、被葬者の身分（王族）の高さと御殿墓として格式の高さを、より直截に表現しようとしている。
ヒンプン横の通路は故意に狭められており、葬儀の際は棺を持ち上げて、ヒンプンの上を乗り越えなければいけないように設計されている。これは、あの世に行きにくいようにと、祈りの意味が込められているという。
墓室内部は天井がアーチ式になっており、壁は白漆喰で化粧されている。墓室内部の大きさは、幅1.82メートル、奥行き3.08メートル、天井高2.15メートルである。正面に厨子甕を安置する石段が3段あるが、左右に側棚はない。被葬者は尚寅、尚寅夫人、尚泰王姉国場翁主（真鍋樽金）、尚琳（尚寅長男）等である。墓室前の三味台（ウサンミデー）は、岩を刻んで形成したものである。
宜野湾御殿の墓は、伊江御殿墓より約50年後に建造された亀甲墓であるが、墓室正面屋根のマユ（眉）のそりは緩やかで、やはり初期の亀甲墓の特徴を残している。墓全体の姿は優美かつ荘厳で、沖縄の亀甲墓の発展史の中で一つの頂点に位置しているといえる。1981（昭和56）年、宜野湾御殿の墓及び墓域が那覇市の史跡に指定された。墓本体は沖縄戦で袖垣等に大きな被害を受けたが、1982（昭和57）年に修復された。

## ギャラリー

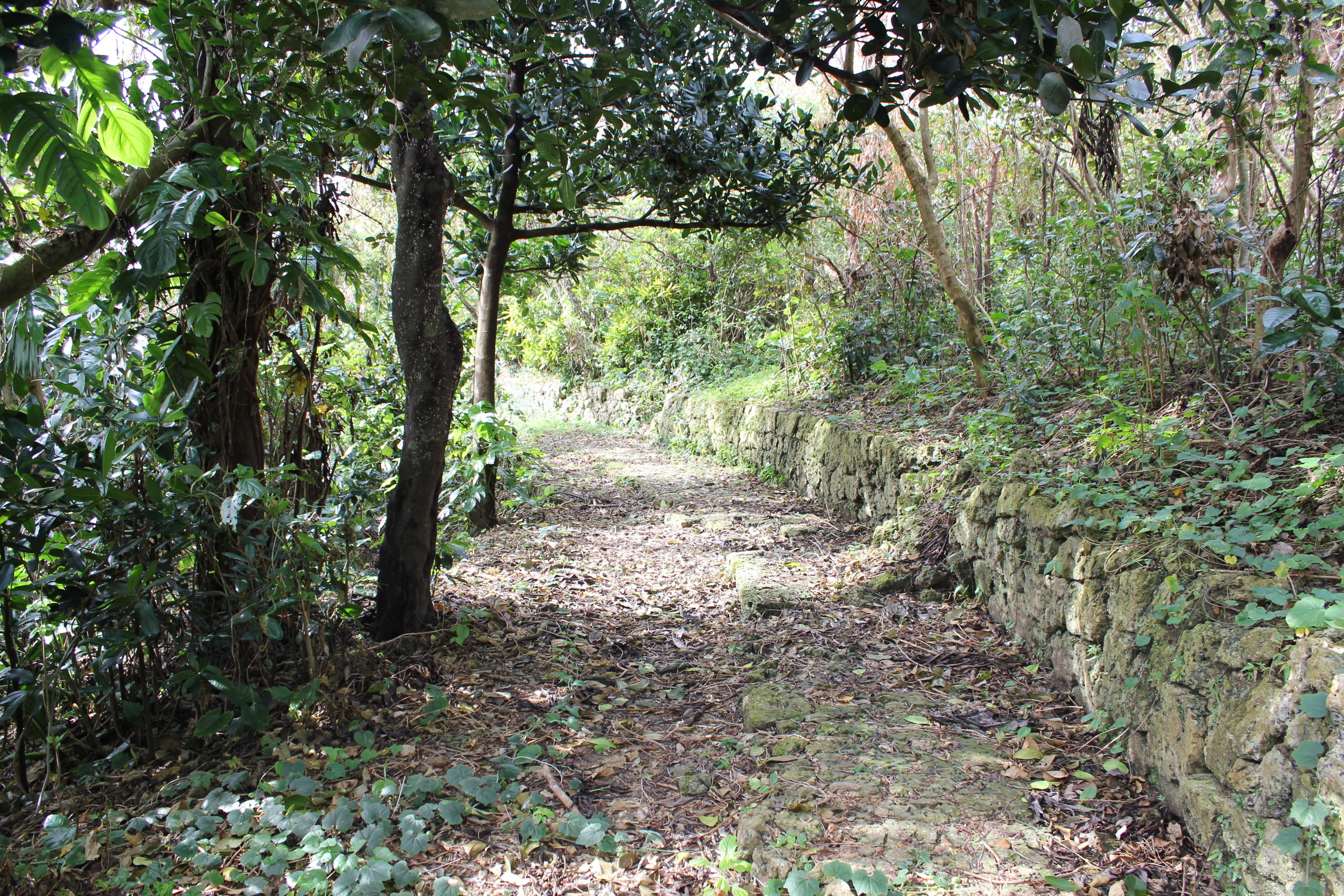
参道
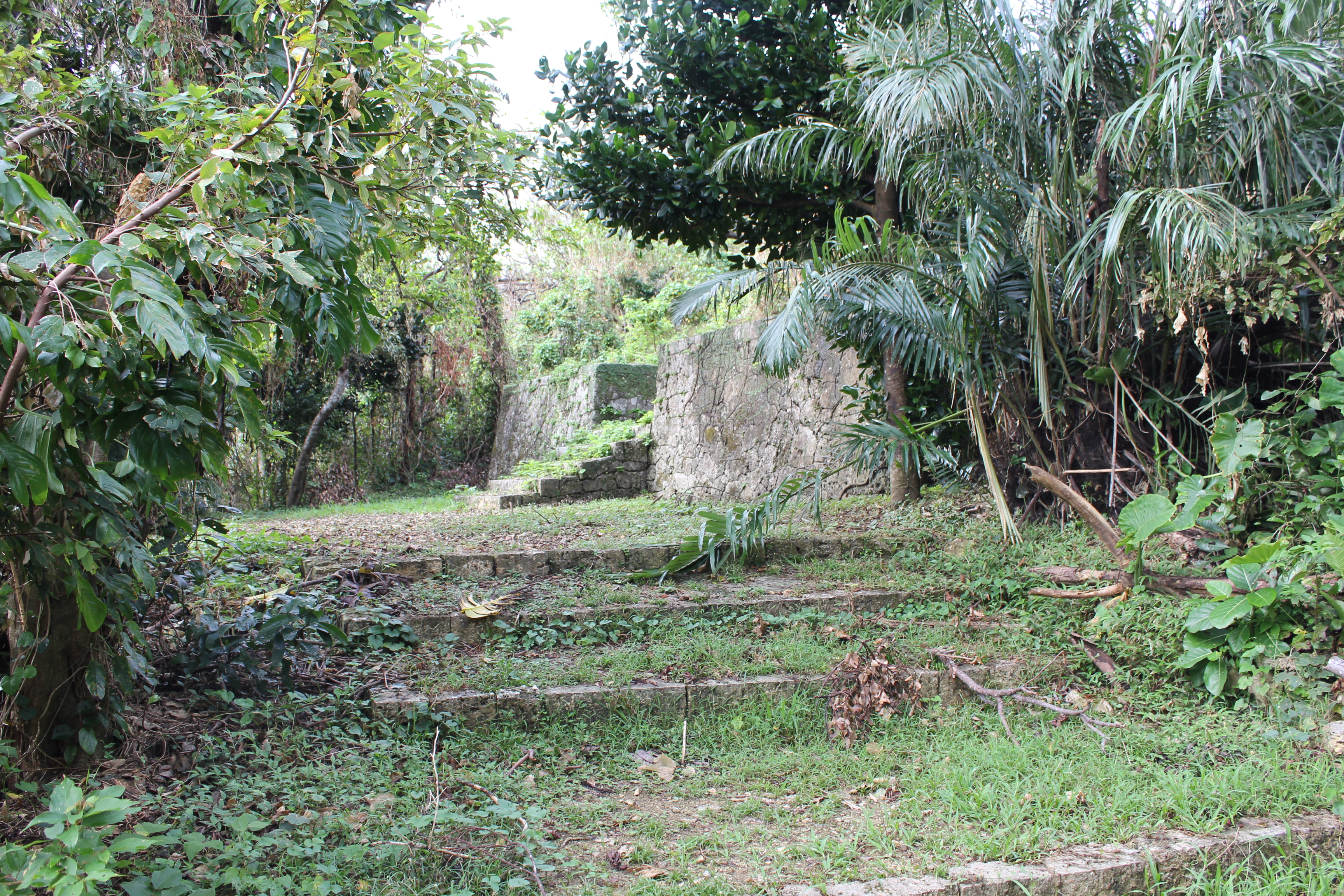
入口
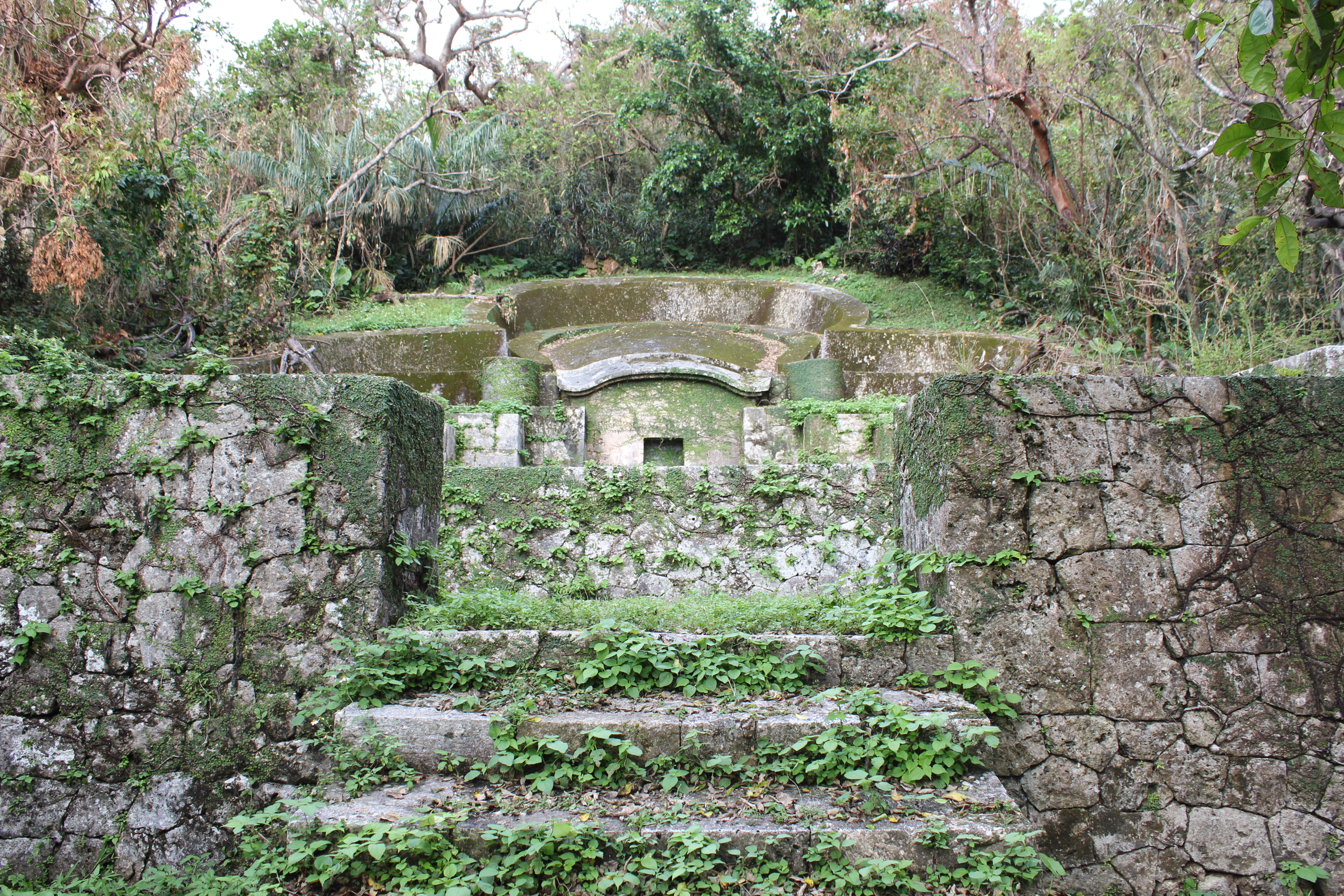
門前より
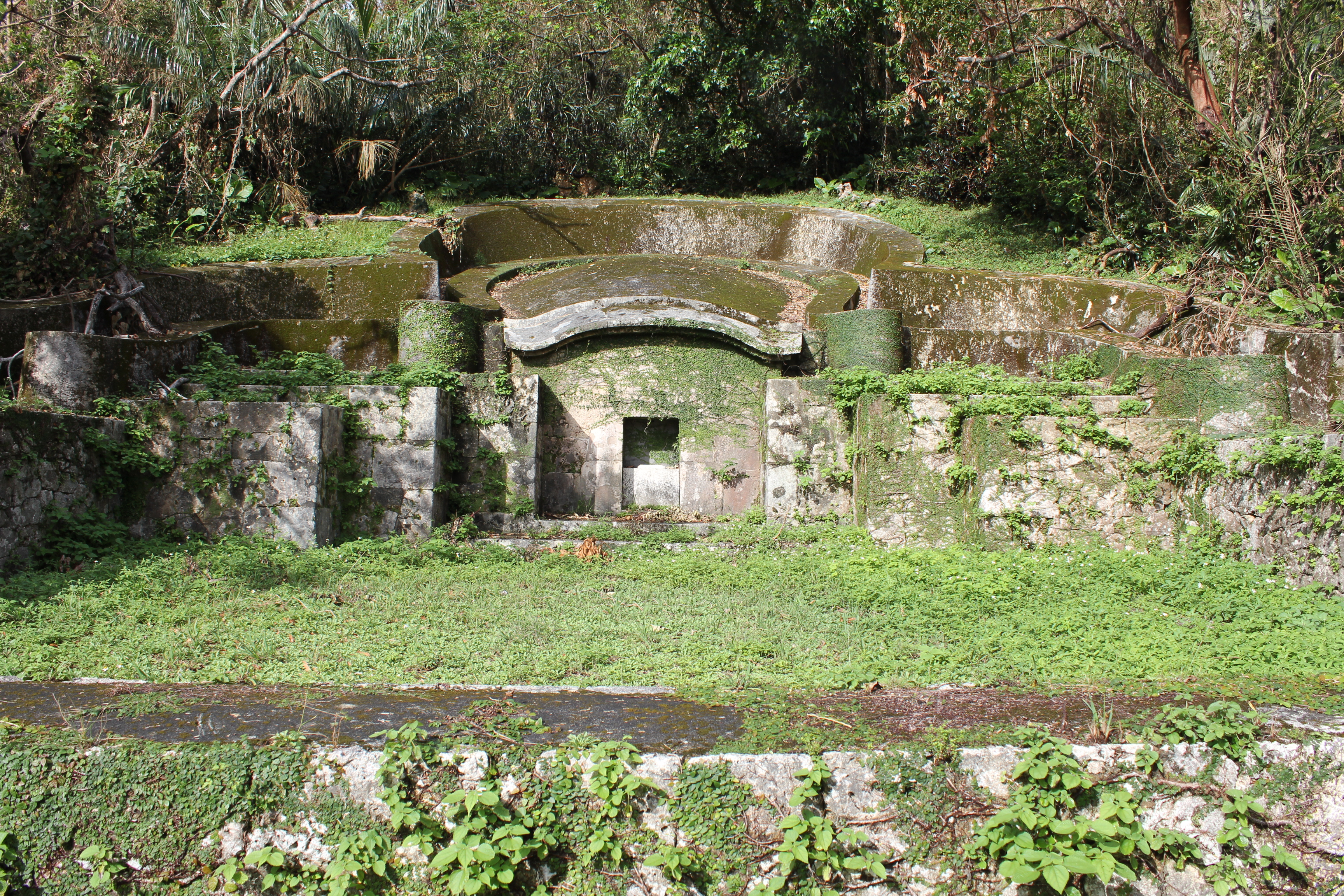
ヒンプンより
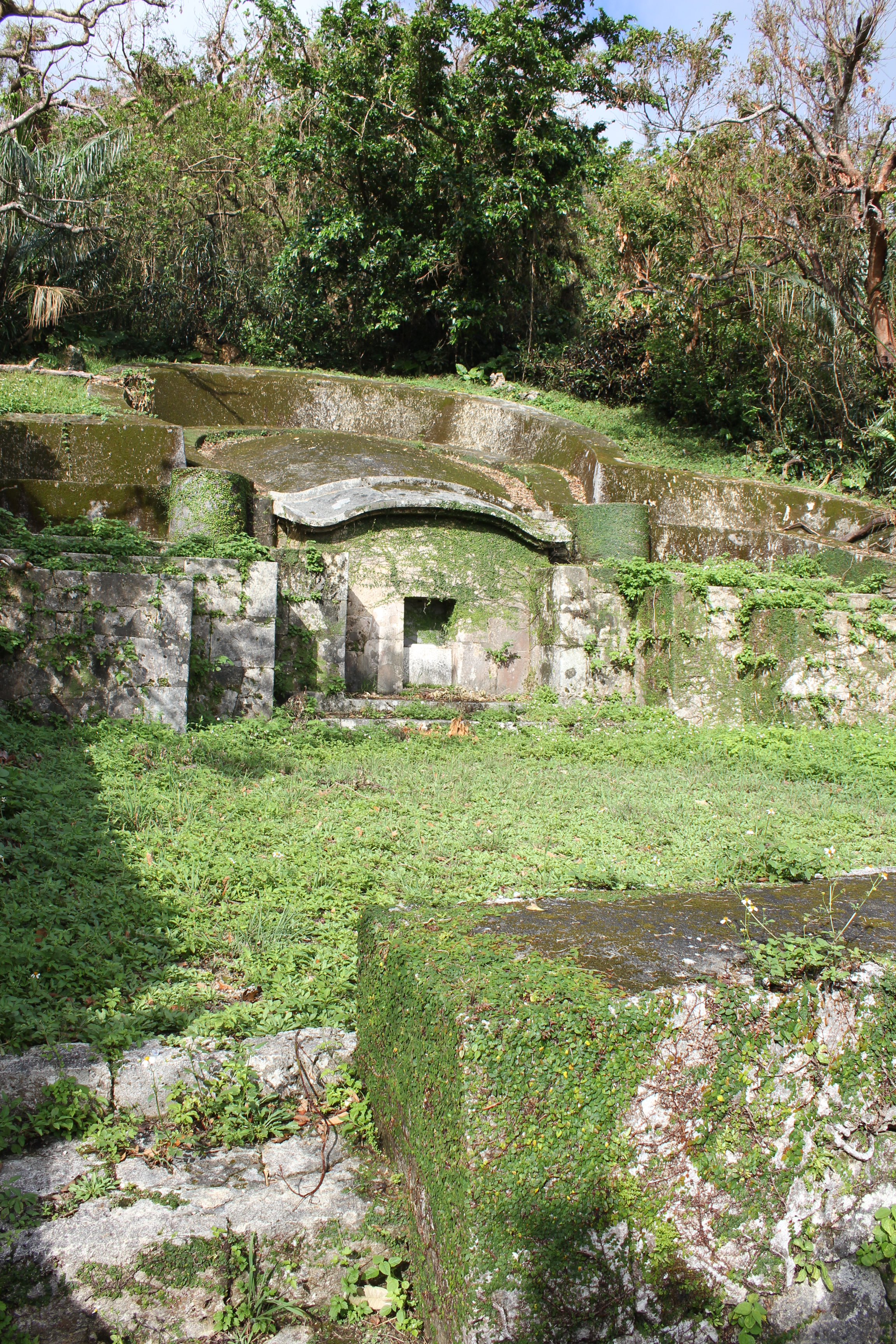
ヒンプン横の階段と墓室
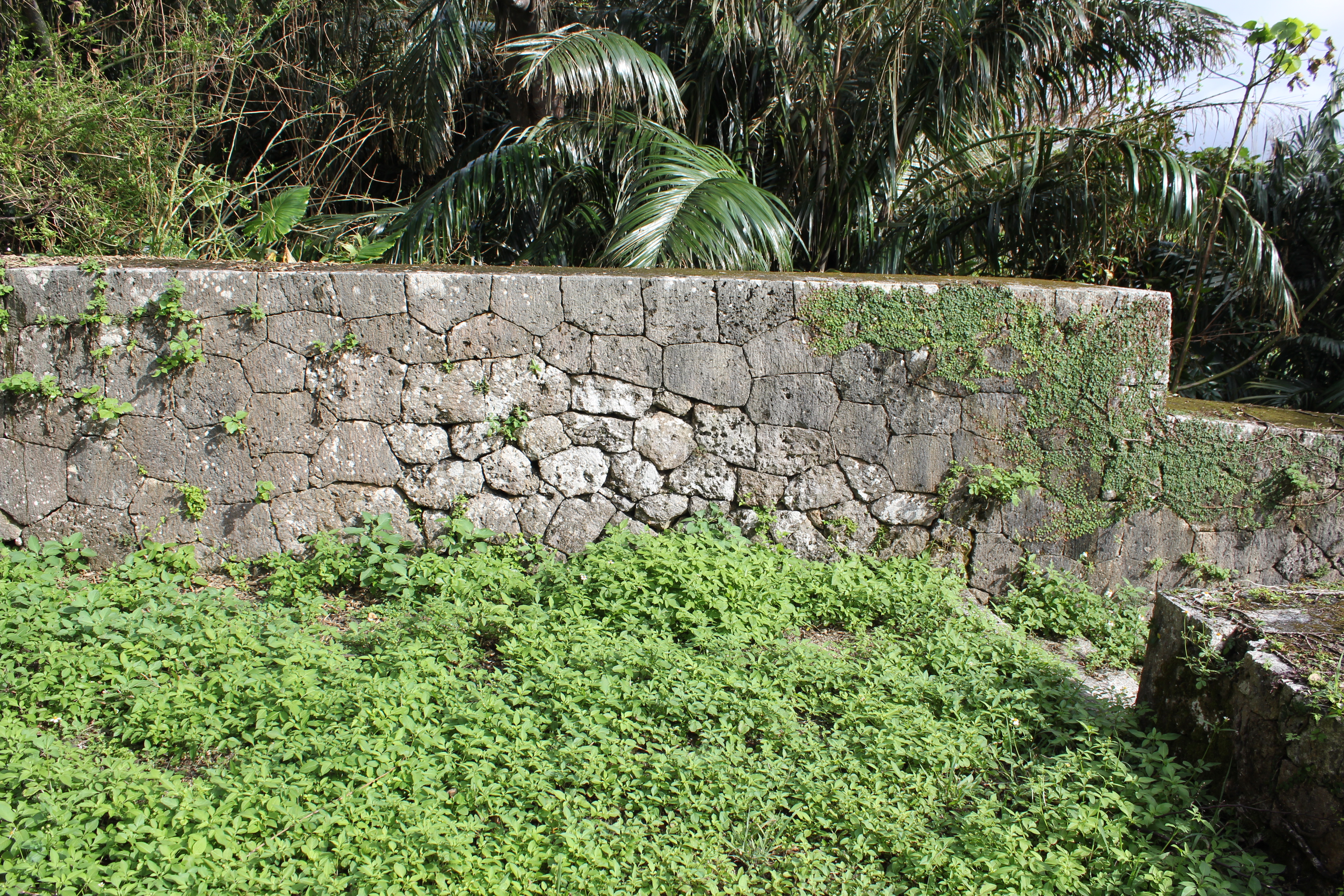
東側袖垣。表面が綺麗な石は補修部
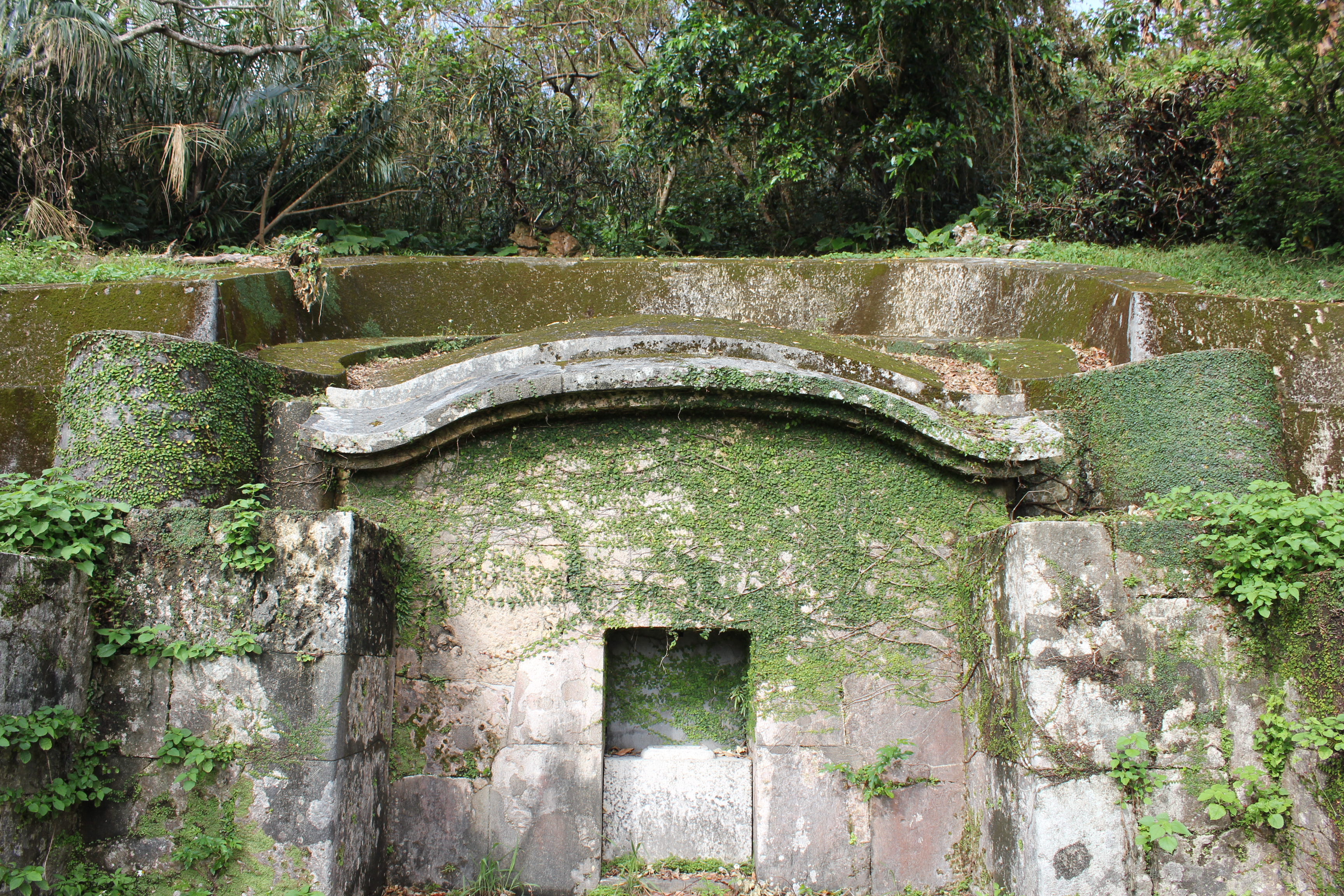
墓室正面と屋根
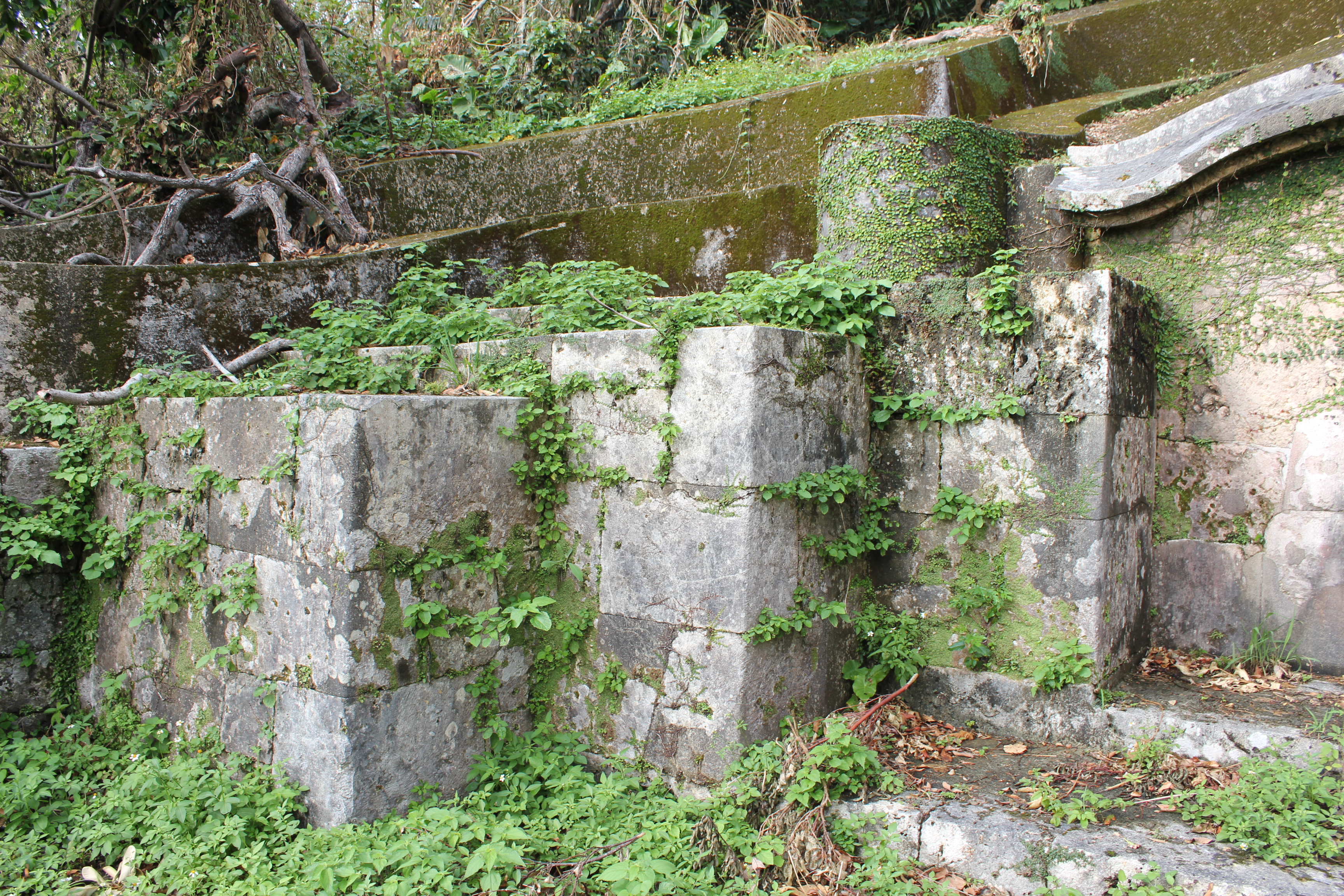
西側袖石
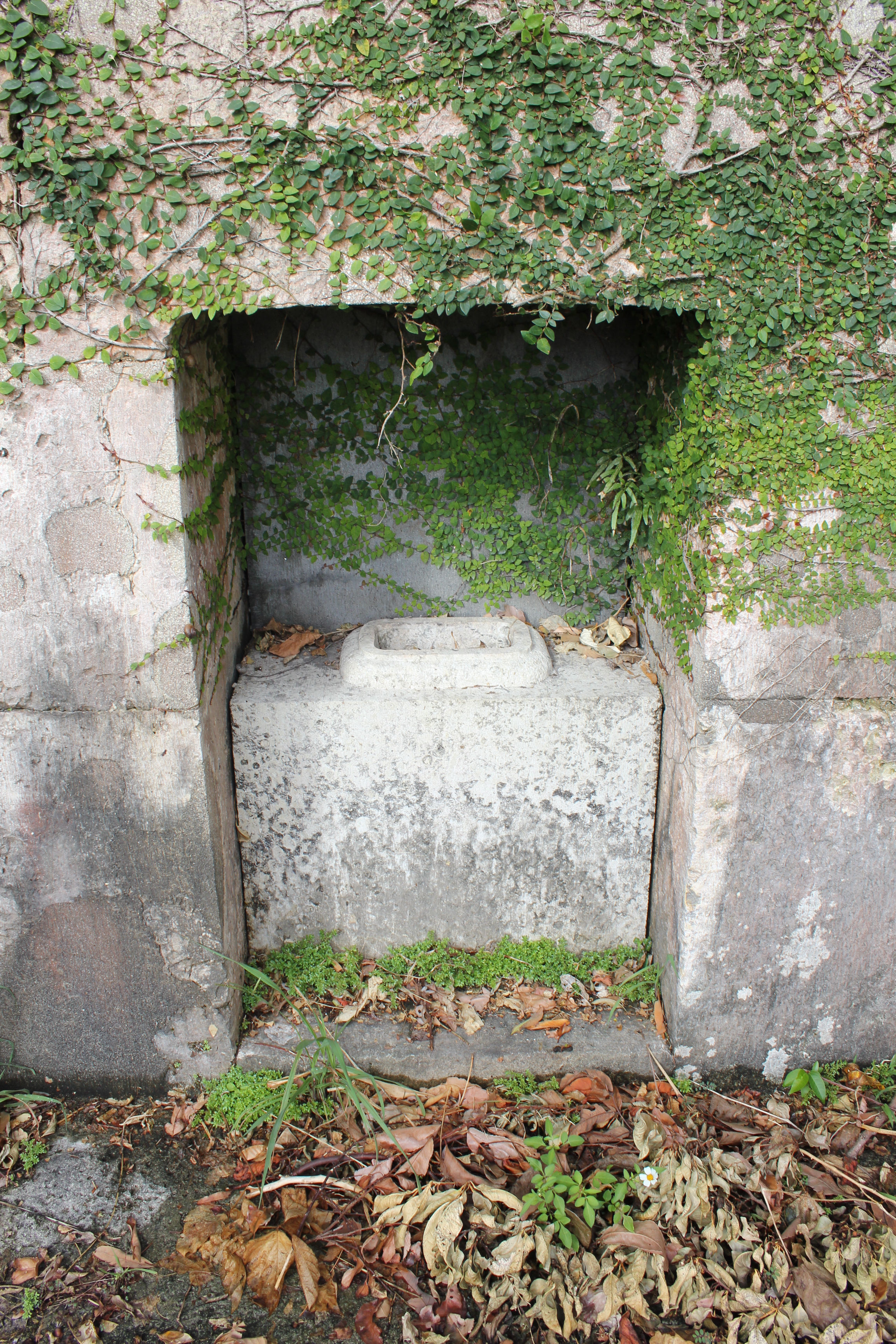
墓口と香炉石